# سلتیک فراست
سلتیک فراست (به انگلیسی: Celtic Frost) یک گروه هوی‌متال سوئیسی بود که در سال ۱۹۸۴ در زوریخ فعالیتش را شروع کرد. آن‌ها در کنار بزرگانی چون هلووین از گروه‌های مهم گسترش‌دهندهٔ گونهٔ اروپایی هوی‌متال به‌شمار می‌آیند. وبگاه آل‌میوزیک نقش آن‌ها را در موسیقی هوی‌متال اروپا با تأثیر متالیکا بر این گونهٔ موسیقی در ایالات متحده مقایسه کرده‌است.
سلتیک فراست بار اول مابین سال‌های ۱۹۸۴ تا ۱۹۹۳ فعال بودند. آن‌ها در سال ۲۰۰۱ فعالیت‌شان را از سرگرفتند، ولی در سال ۲۰۰۸ و در پی جدا شدن تام گابریل فیشر (گیتاریست) بقیهٔ اعضا تصمیم گرفتند گروه را منحل کنند.

## آلبوم‌ها

### استودیویی
| نام آلبوم               | سال انتشار |
| ----------------------- | ---------- |
| ۱. Morbid Tales         | ۱۹۸۴       |
| ۲. To Mega Therion      | ۱۹۸۵       |
| ۳. Into the Pandemonium | ۱۹۸۷       |
| ۴. Cold Lake            | ۱۹۸۸       |
| ۵. Vanity/Nemesis       | ۱۹۹۰       |
| ۶. Monotheist           | ۲۰۰۶       |